# Grande fontaine de Mollans
La grande fontaine de Mollans est une fontaine située à Mollans, en France.

## Description
La grande fontaine est un lavoir couvert de plan rectangulaire précédé au nord d'un édicule de puisage. La halle du lavoir est portée par des piliers s'inspirant du dorique grec de Paestum, qui répète cinq travées sur les grands côtés. En 1861, les bassins ont été abaissés pour pouvoir les alimenter en période d'eaux basses, obligeant les laveuses à laver à genoux. 

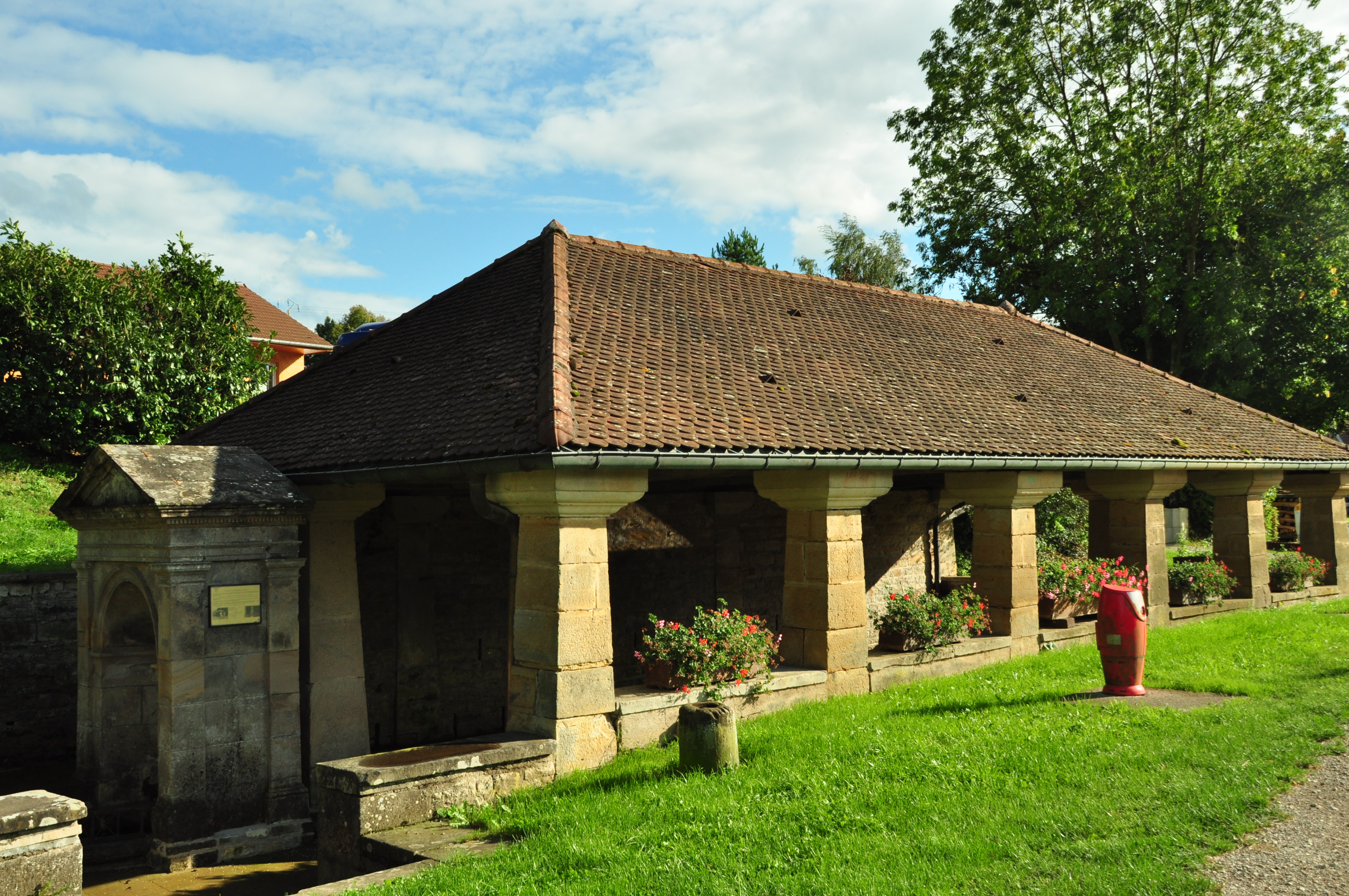
Le puisoir accolé au lavoir.

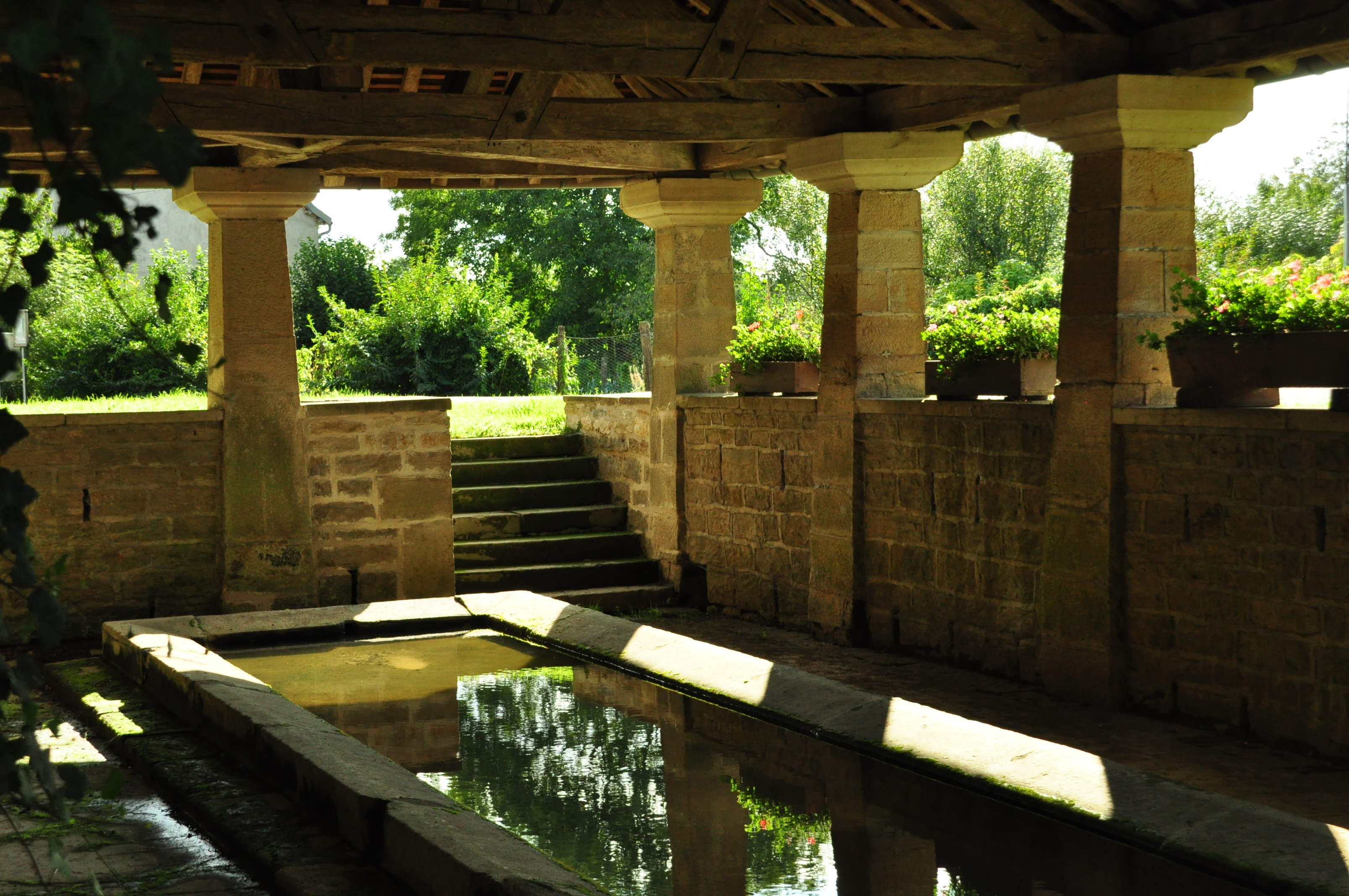
Le bassin abaissé.

## Localisation
La fontaine est située sur la commune de Mollans, dans le département français de la Haute-Saône.

## Historique
La grande fontaine a été construite en 1822-1823 suivant les plans de l'architecte Louis-Nicolas Well.
L'édifice est inscrit au titre des monuments historiques en 2008.